# Prix Elaine-Bennett pour la recherche
Pour les articles homonymes, voir Elaine Bennett et Bennett.
Le prix Elaine-Bennett pour la recherche est le prix de l'American Economic Association qui récompense une femme de moins de quarante ans dont les contributions en recherche économique sont exceptionnelles. Cela tous les deux ans pour reconnaître, soutenir et encourager les contributions les jeunes femmes dans l'économie de la profession.
Le prix est rendu possible par les contributions de William Zame (en) et d'autres, à la mémoire d'Elaine Bennett, qui a fait d'importantes contributions à la théorie économique et l'économie expérimentale et a encouragé le travail des jeunes femmes dans tous les domaines des sciences économiques.
Les candidates doivent être au début de leur carrière, avoir montré des capacités exceptionnelles dans leurs publications. Les candidatures sont toujours évaluées par un comité nommé par CSWEP (Committee on the Status of Women in the Economics Profession).

## Lauréates
| Year | Lauréats                | Institution                                | Nationalité        | Médaille John-Bates-Clark |
| 1998 | Judith Chevalier        | Université de Chicago                      | États-Unis         |                           |
| 2000 | Susan C. Athey          | Massachusetts Institute of Technology      | États-Unis         | 2007                      |
| 2002 | Esther Duflo            | Massachusetts Institute of Technology      | France États-Unis  | 2010                      |
| 2004 | Marianne Bertrand       | Université de Chicago                      | Belgique           |                           |
| 2006 | Monika Piazzesi         | Université de Chicago                      | Allemagne          |                           |
| 2008 | Amy Finkelstein         | Massachusetts Institute of Technology      | États-Unis         | 2012                      |
| 2010 | Erica Field             | Université Harvard                         | États-Unis         |                           |
| 2012 | Anna Mikusheva          | Massachusetts Institute of Technology      | Russie             |                           |
| 2014 | Emi Nakamura            | Université Columbia                        | États-Unis, Canada | 2019                      |
| 2016 | Marina Halac            | Université Columbia, université de Warwick | Argentine          |                           |
| 2018 | Melissa Dell            | Université Harvard                         | États-Unis         | 2020                      |
| 2020 | Stefanie Stantcheva     | Université Harvard                         | France             |                           |
| 2022 | Rebecca Diamond         | Université Stanford                        | États-Unis         |                           |
| 2023 | Maya Rossin-Slater (en) | Université Stanford                        | États-Unis         |                           |
| 2024 | Maryam Farboodi         | Massachusetts Institute of Technology      |                    |                           |